# Мышенец
Мышенец — деревня в Пестовском муниципальном районе Новгородской области. Входит в состав Лаптевского сельского поселения. По всероссийской переписи населения 2010 года постоянного населения деревня не имеет.
Площадь территории деревни — 6,4 га. Мышенец находится на левом берегу реки Мелестовка, на Валдайской возвышенности, на высоте 192 м над уровнем моря.

## История
В списке населённых мест Устюженского уезда Новгородской губернии за 1909 год деревня Мышенец указана как относящаяся к Барсанихской волости (2-го стана, 4-го земельного участка). Население деревни Мышенец, что была тогда на земле Мышенецкого сельского общества — 146 жителей: мужчин — 72, женщин — 74, число жилых строений — 44, в деревне была часовня, а также мелочная лавка и имелся хлебозапасный магазин. Затем с 10 июня 1918 года до 31 июля 1927 года в составе Устюженского уезда Череповецкой губернии, затем в составе Стиньховского сельсовета Пестовского района Череповецкого округа Ленинградской области. Население деревни Мышенец в 1928 году — 134 человека. С ноября 1928 года Стиньховский сельсовет был присоединён к Коровинскому сельсовету. По постановлению ЦИК и СНК СССР от 23 июля 1930 года Череповецкий округ был упразднён, а район перешёл в прямое подчинение Леноблисполкому. По Указу Президиума Верховного Совета СССР от 5 июля 1944 года Пестовский район был передан из Ленинградской области во вновь образованную Новгородскую область. Во время неудавшейся всесоюзной реформы по делению на сельские и промышленные районы и парторганизации, в соответствии с решениями ноябрьского (1962 года) пленума ЦК КПСС «о перестройке партийного руководства народным хозяйством» с 10 декабря 1962 года был образован, в числе прочих, крупный Пестовский сельский район на территории Дрегельского, Пестовского и Хвойнинского районов. Коровинский сельсовет и деревня вошли в состав этого района, а 1 февраля 1963 года административный Пестовский район в числе прочих был упразднён. Пленум ЦК КПСС, состоявшийся 16 ноября 1964 года восстановил прежний принцип партийного руководства народным хозяйством, после чего Указом Верховного Совета РСФСР от 12 января 1965 года сельские районы были преобразованы вновь в административные районы и решением Новгородского облисполкома № 6 от 14 января 1965 года сельсовет и деревня вновь в составе Пестовского района. Решением Новгородского облисполкома от 28 марта 1977 года № 157 Коровинский сельсовет был упразднён, а Мышенец вошёл в состав Лаптевского сельсовета.
С принятием закона от 6 июля 1991 года «О местном самоуправлении в РСФСР» была образована Администрация Лаптевского сельсовета (Лаптевская сельская администрация), затем Указом Президента РФ № 1617 от 9 октября 1993 года «О реформе представительных органов власти и органов местного самоуправления в Российской Федерации» деятельность Лаптевского сельского Совета была досрочно прекращена, а его полномочия переданы Администрации Лаптевского сельсовета. По результатам муниципальной реформы, с 2005 года деревня входит в состав муниципального образования — Лаптевское сельское поселение Пестовского муниципального района (местное самоуправление), по административно-территориальному устройству подчинена администрации Лаптевского сельского поселения Пестовского района. В 2012 году Новгородская областная дума (постановлением № 50-5 ОД от 25.01.2012) постановила уведомить Правительство Российской Федерации об упразднении в числе прочих Лаптевского сельсовета Пестовского района.